# 롯데 와플 바닐라
롯데 와플 바닐라는 아이스크림 샌드위치(ice cream sandwich) 형태의 제품으로 한보제과가 롯데제과에 납품하는 상품이다. 
혼합분유와 설탕 등의 감미료, 식물성 유지, 버터, 바닐라향 등이 들어간 바닐라 아이스크림과 밀가루, 전분 등으로 구성된 과자로 이루어져 있다.

## 특징
아이스크림 콘바닐라맛으로 샌드위치한 상품이다.